# Laurent Daniels

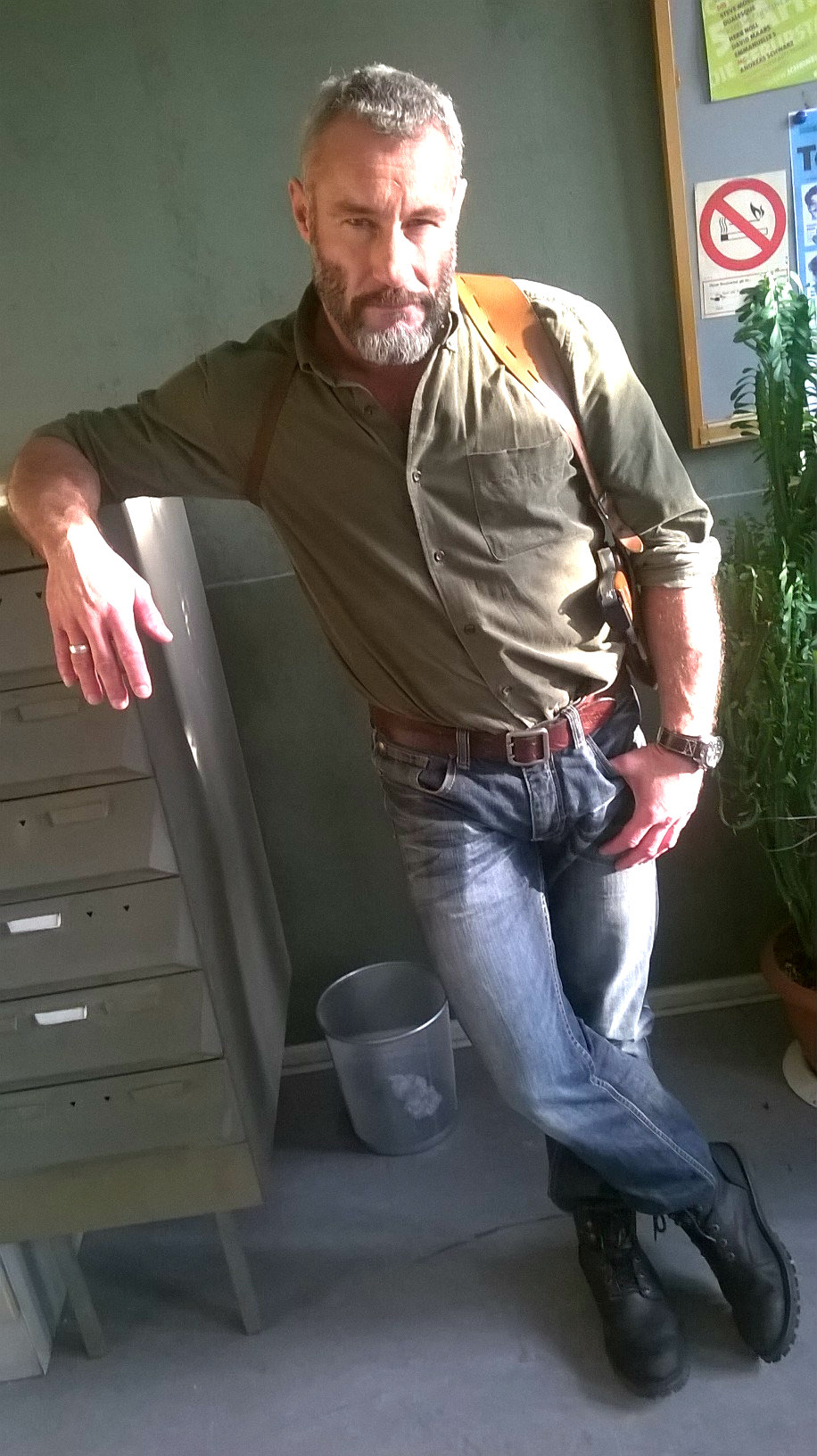
Laurent Daniels (2014)

Laurent Daniels (bürgerlicher Name Laurent Peter Holzamer; * 31. März 1963 in Mainz) ist ein deutscher Schauspieler mit Wohnsitz in Berlin.

## Leben
1991 moderierte er gemeinsam mit David Wilms das schwule Magazin Andersrum, das im Berliner Lokalsender FAB ausgestrahlt wurde.
Daniels spielte von 1997 bis 2000 in Gute Zeiten, schlechte Zeiten die Rolle des homosexuellen Philip Krüger. Im Spin-off Großstadtträume spielte er im Jahr 2000 ebenfalls mit und versuchte sich einige Zeit nebenbei als Sänger.
Vom 21. August 2006 bis zum 10. Februar 2007 spielte er in der Telenovela Schmetterlinge im Bauch die Rolle des Volker Möllenkamp. 2007 trat er in der letzten Folge von Adelheid und ihre Mörder (Mord à la mode) auf.
2014 stand er für die deutsche Produktion Plan B: Scheiss auf Plan A vor der Kamera, die am 8. Juni 2017 in den deutschen Kinos startete.
2021 hatte er eine Gastrolle in der Soap Unter uns.
Daniels ist der Enkel des ehemaligen ZDF-Intendanten Karl Holzamer.

## Diskografie
- 1997: Gute Zeiten – Schlechte Zeiten – Vol. 12: Summer Sunsation (Do You See The Light, als DJ Phil)
- 1997: Gute Zeiten – Schlechte Zeiten – Vol. 13: Das Fan-Fun-Album (Oops Here We Go!)
- 1997: Gute Zeiten – Schlechte Zeiten: Merry Christmas To You (Christmas Time, weitere Titel als GZSZ All Stars)
- 1998: Gute Zeiten – Schlechte Zeiten – Vol. 14: Voll Cool – Die Schnee-CD (Closer)
- 1998: Cry On My Shoulder (Single)
- 1998: All You Need Is Love/Our Time Has Come (Single, als GZSZ All Stars feat. Laurent Daniels & Lisa Riecken)
- 1998: Gute Zeiten – Schlechte Zeiten: I Love You (Cry On My Shoulder (Christmas Version))
- 1999: Show Me (Single)
- 1999: All Said And Done
- 1999: I’m At Peace (Single)
- 1999: Together (Single, als Artists Together For Kosovo)
- 2000: No Angels (Single)
- 2000: 100 Meisterwerke der deutschen Poesie (Es war ein alter König/Es ist’s/Einkehr/Die Geschlechter/Vanitas! Vanitatum vanitas!)
- 2001: Pride 2001 (No Limitation To Love)
- 2003: In Progress